# Lilian Thuram
Ruddy Lilian Thuram-Ulien (Pointe-à-Pitre, 1º gennaio 1972) è un ex calciatore francese, di ruolo difensore.
Con la nazionale francese è diventato campione del mondo nel 1998, vicecampione del mondo nel 2006, campione d'Europa nel 2000 e ha vinto la FIFA Confederations Cup nel 2003.
La sua carriera è iniziata nel 1991 al Monaco ed è successivamente proseguita tra Parma, Juventus e Barcellona. Ha conquistato numerosi titoli sia a livello nazionale che internazionale, tra cui due scudetti con la maglia bianconera e una Coppa UEFA con quella gialloblù.
È stato l'unico giocatore sempre schierato nelle qualificazioni della Francia agli Europei e vanta un record di 48 presenze tra qualificazioni e fasi finali, poi battuto da Buffon. Ha conquistato il 7º posto nella classifica del Pallone d'oro nell'edizione del 1998. Nel 2000 è stato inserito nella formazione ideale di Euro 2000, mentre per due volte il suo nome è figurato nell'All-Star Team del campionato mondiale (1998 e 2006). Nel 2004 è stato inserito nella FIFA 100, una lista dei 125 più grandi giocatori viventi, selezionata da Pelé e dalla FIFA in occasione delle celebrazioni del centenario della federazione.
Per anni, prima di venire superato dal portiere Hugo Lloris, è stato il primatista assoluto di presenze con la nazionale francese, con cui vanta 14 anni di militanza, 142 presenze e 2 gol.
Il suo trasferimento dal Parma alla Juventus, nell'estate del 2001, per 33 milioni di euro (quasi 64 miliardi di lire), ha fatto registrare un record nella storia del calciomercato, rendendolo il difensore più pagato di sempre. Thuram ha mantenuto questa posizione fino al settembre 2002, quando poi è stato superato dal trasferimento di Rio Ferdinand al Manchester United per una cifra di circa 46 milioni di euro.

## Biografia
Nacque nel 1972 in Guadalupa, regione francese d'oltremare, dove visse i suoi primi anni di vita accanto ai quattro fratelli per poi seguire la madre a Bois-Colombes, vicino a Parigi, all'età di nove anni.
Ha due figli nati da precedenti unioni, Marcus e Khéphren, entrambi calciatori; ha inoltre un cugino anch'egli calciatore professionista, Yohann Thuram-Ulien.
Dal 18 ottobre 2010 è ambasciatore UNICEF.

## Caratteristiche tecniche
Considerato uno dei migliori difensori della storia del calcio, Thuram ha ricoperto principalmente il ruolo di difensore centrale; all'occorrenza poteva agire anche da terzino destro, ruolo che ha ricoperto in maniera eccellente. In qualche occasione, durante la sua militanza nel Monaco, è stato impiegato anche come centrocampista. Abile in marcatura e nel gioco aereo, spiccava per tecnica, correttezza, velocità e prestanza fisica.

## Carriera

### Club

#### Gli esordi al Monaco

Thuram (a destra) al Monaco nel 1994, in contrasto sul milanista Donadoni durante la semifinale di Champions League.

Esordì a 19 anni nella massima divisione francese con la maglia del Monaco (1990-1991). Militò nella squadra del Principato di Monaco per sei stagioni, nelle quali vinse una Coppa di Francia nel 1991 e fu finalista di Coppa delle Coppe nel 1991-1992.

#### Parma
Nell'estate 1996, dopo una lunga trattativa con la Juventus, fu acquistato dal Parma per 10,5 miliardi di lire. Esordì in Serie A il 7 settembre 1996 contro il Napoli alla prima giornata di campionato, affiancando nell'occasione l'argentino Néstor Sensini al centro della difesa. Il francese con il passare dei mesi iniziò ad ambientarsi, conquistando pian piano la tifoseria emiliana, grazie alla sua grinta e alla sua costanza di rendimento, oltreché alle sue doti da leader e uomo spogliatoio. Il 2 maggio realizzò il suo primo (e unico) gol con la società emiliana in campionato, quello del momentaneo 1-0 in Parma-Cagliari (3-2). Nell'arco di tutta la stagione, Thuram fu uno dei punti fermi del tecnico Carlo Ancelotti, esordì in Coppa UEFA e collezionò 37 presenze tra campionato e coppe; a fine anno fu insignito del Guerin d'oro, in coabitazione con Gianluca Pagliuca e Angelo Peruzzi.
Nella stagione 1997-1998 esordì in UEFA Champions League, disputando il play-off contro il Widzew Łódź. L'annata si rivelò sfortunata per gli emiliani che si classificarono quinti in campionato e furono eliminati nella fase a gironi di Champions dopo un cammino altalenante. In seguito all'esonero di Ancelotti, Malesani divenne il nuovo allenatore del Parma e confermò Thuram titolare nella sua difesa a tre. Nella stagione 1998-1999, sotto la guida del nuovo tecnico, il Parma vinse la Coppa Italia nella doppia sfida contro la ACF Fiorentina, partite in cui Thuram e Cannavaro annullarono gli attaccanti avversari e li costrinsero «a muoversi con impaccio». Nella stessa annata arrivò anche la vittoria della Coppa UEFA contro i francesi del Marsiglia.

Thuram al Parma nel 1996

Nella stagione 1999-2000 gli emiliani conquistarono la Supercoppa italiana 1999 contro il Milan. Nella stagione 2000-2001, dopo un ciclo di risultati negativi, la squadra si classificò al quarto posto. In quella stagione, durante la sedicesima giornata di campionato contro il Verona, Thuram fu bersaglio dei cori razzisti da parte dei tifosi avversari. «Quello che è successo al Bentegodi è l'ultimo episodio di una lunga serie e sono certo che non sarà nemmeno l'ultimo. C'è da dire che non ci sono stati solo i "buu" verso di me ma anche una canzoncina violenta verso Milosevic e i classici epiteti per Cannavaro. La cosa che preoccupa di più è che queste persone non hanno proprio la capacità di guardare al di fuori del proprio piccolo mondo. Non sono proprio capaci di aprire gli occhi e vedere come è la società di oggi. La vita vera è un'altra cosa» scrisse Thuram sul sito internet del Parma. In merito a questo episodio intervenne anche l'allora presidente del Verona, Giambattista Pastorello, che si scusò personalmente con il difensore francese.

#### Juventus
Nel giugno 2001 fu acquistato dalla Juventus per 63,9 miliardi di lire, nonostante avesse già 29 anni e venisse da una stagione in chiaroscuro. La cifra corrisposta dal club bianconero rese il trasferimento, fino a quel momento, l'operazione più costosa per un difensore. Thuram andò a rinforzare una difesa formata da Tudor, Montero e Pessotto. Esordì alla prima giornata del campionato 2001-2002, nella partita vittoriosa per 4-0 contro il Venezia. In maglia bianconera visse una stagione difficile, venendo spesso schierato in un ruolo, quello di terzino destro, che non amava. Collezionò 41 presenze tra campionato e coppe, conquistando lo scudetto all'ultima giornata ai danni dell'Inter.

Thuram (in primo piano) in azione per la Juventus nel precampionato 2001-2002, inseguito dal milanista Ševčenko nel Trofeo Luigi Berlusconi

Fece il suo esordio nella stagione 2002-2003 disputando dal primo minuto la Supercoppa italiana 2002, vinta dalla Juventus ai danni della sua ex squadra, il Parma. Il 10 novembre 2002 realizzò il suo primo (e unico) gol in maglia bianconera durante la sfida di campionato contro il Milan. La partita si concluse 2-1 per la formazione bianconera. Dopo aver disputato un ottimo campionato, culminato con la vittoria del secondo scudetto, Thuram scese in campo nella finale di Champions League persa ai rigori contro il Milan.
Il primo impegno della stagione 2003-2004 fu la Supercoppa italiana 2003 disputata a New York, dove la Juventus, priva peraltro del difensore francese, sconfisse il Milan ai calci di rigore dopo un 1-1 maturato nei tempi regolamentari e supplementari. L'ottimo inizio di stagione fu, però, soltanto un'illusione per la Juventus che affrontò una delle sue annate più difficili. I bianconeri annasparono sia in campionato che in Champions League: a fine stagione arrivarono terzi in campionato e in Europa furono eliminati agli ottavi di finale dal Deportivo; a La Coruña, Thuram giocò una gara insufficiente e fu protagonista dell'errore che causò il gol di Luque per il vantaggio degli spagnoli. Nell'arco di tutta la stagione, Thuram collezionò 32 presenze tra campionato e coppe e fu ritenuto uno dei maggiori responsabili dell'annata negativa di una difesa bianconera battuta 40 volte nelle prime 31 giornate.
La stagione 2004-2005 fu probabilmente la migliore per Thuram, che tornò a giocare nel ruolo di centrale difensivo e fu affiancato dal suo ex compagno di squadra Fabio Cannavaro, acquistato dai bianconeri proprio per riformare la coppia che aveva fatto tanto bene nel Parma. Dopo un'estate in cui il francese fu ancora una volta al centro delle trattative di mercato (si parlò di uno scambio con l'Arsenal per il difensore Sol Campbell), Thuram tornò a essere uno dei perni della nuova squadra allenata da Fabio Capello, il quale lo nominò vice capitano della Juventus. Thuram ripagò la fiducia dell'allenatore giocando un campionato straordinario, condito da pochissimi errori e tante giocate di classe. A fine stagione conquistò il suo terzo campionato italiano, poi successivamente revocato per la vicenda Calciopoli.
La stagione 2005-2006 fu caratterizzata dal rinnovato duello tra Juventus e Inter. Le due squadre si trovarono a fronteggiarsi già in estate, nella Supercoppa italiana 2005 in cui la Juventus, priva di Thuram e di altri titolari, perse per 1-0 ai tempi supplementari. In campionato, invece, non ci fu storia, con i bianconeri che furono ancora padroni, aggiudicandosi lo scudetto numero quattro con la Juventus (poi revocato ai bianconeri e assegnato ai rivali nerazzurri, che nel frattempo avevano conquistato anche la Coppa Italia). Il difensore francese terminò la stagione con 39 presenze tra campionato e coppa e, dopo il terremoto di Calciopoli, decise di lasciare la Juventus per evitare di giocare in Serie B.

#### Barcellona e il ritiro

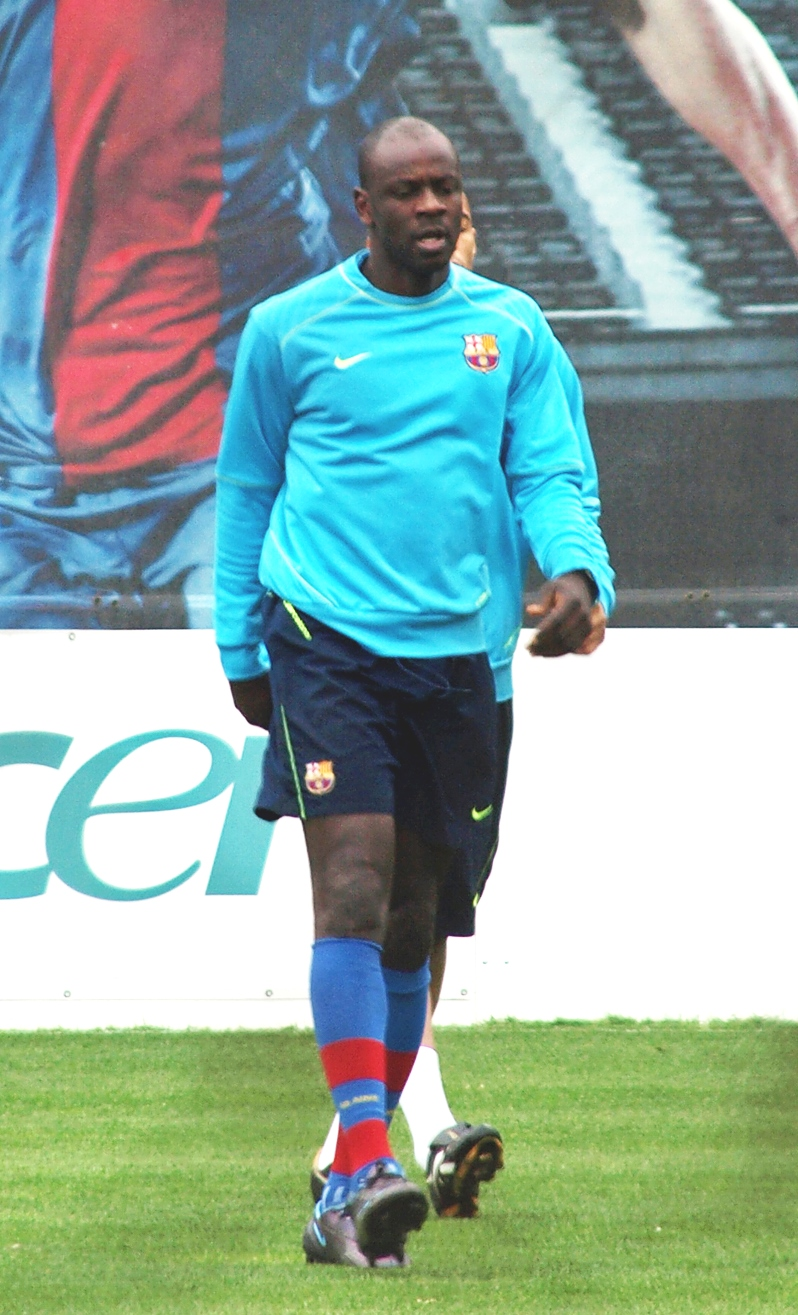
Thuram in allenamento con il Barcellona nel 2008

Il 21 luglio 2006 fu acquistato dal Barcellona per 5 milioni di euro, insieme al compagno della Juventus Zambrotta. Accolto con grande entusiasmo dall'allenatore Rijkaard, Thuram debuttò in maglia blaugrana il 19 settembre 2006, disputando dal primo minuto la seconda giornata di campionato contro l'Osasuna.
Con il club spagnolo Thuram rimase due anni senza giocare con continuità, dato che Rijkaard gli preferì spesso Puyol e Márquez.
Nel giugno 2008, quando era in procinto di trasferirsi al Paris Saint-Germain, durante le visite mediche scoprì di avere una malformazione cardiaca, probabilmente la stessa che aveva ucciso il fratello anni prima su un campo da basket. Dopo due mesi di riflessioni, il 1º agosto annunciò alla stampa il suo ritiro dall'attività agonistica «su richiesta esplicita della famiglia».

### Nazionale

#### Gli esordi e Euro 1996
Originario della Guadalupa ma in possesso della cittadinanza francese, Thuram esordì in nazionale maggiore nel 1994, sotto la guida del C.T. Jacquet, nell'amichevole casalinga contro la Rep. Ceca. Nel maggio del 1996, visto il rendimento continuo in campionato con il Monaco, fu convocato agli Europei 1996 in Inghilterra. La Francia che si presentò a questo torneo era un inno all'integrazione razziale e multietnica, con 15 dei 22 giocatori della selezione nati altrove o comunque discendenti da altri popoli. Thuram esordì all'Europeo a Newcastle nella prima gara della fase a gironi, vinta per 1-0 contro la Romania. In seguito giocò le successive quattro gare disputate dalla Francia, eliminata in semifinale dalla Rep. Ceca.

#### IldoubleMondiale 1998-Euro 2000
(Thuram riguardo alla doppietta realizzata contro la Croazia nella semifinale dei Mondiali 1998)

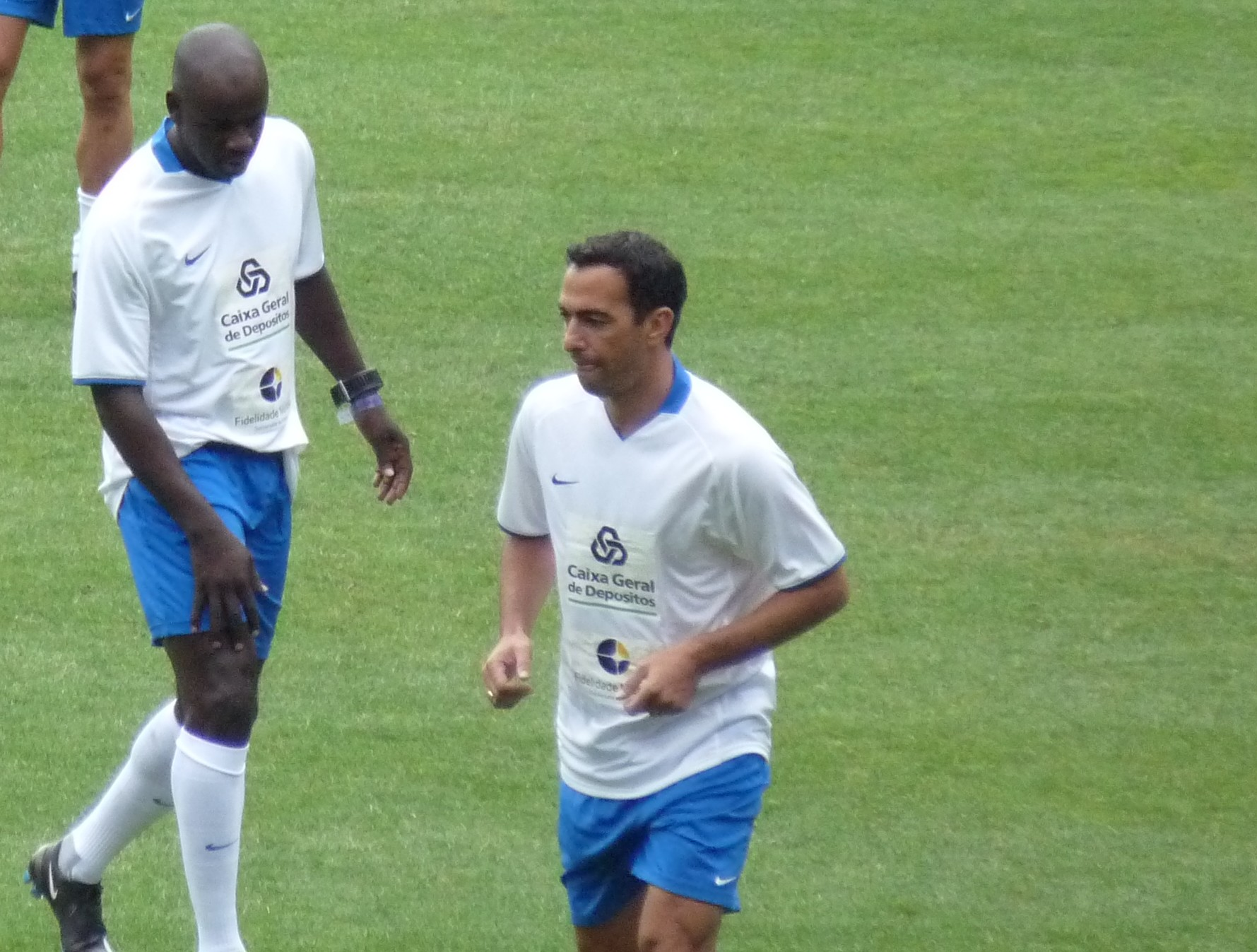
Thuram e Djorkaeff, due tra i maggiori protagonisti del double francese Mondiale-Europeo

Due anni dopo fu convocato da Jacquet per i Mondiali 1998 in Francia. Esordì in questo torneo l'11 giugno 1998, giocando dal primo minuto la gara d'esordio contro l’Arabia Saudita. L'8 luglio, nella semifinale contro la Croazia, fu indiscusso protagonista del match. Non posizionato ottimamente, favorì il gol di Šuker per il momentaneo vantaggio dei croati; dopo neanche un minuto realizzò il gol del pareggio, su assist di Djorkaeff, mentre venti minuti più tardi raddoppiò con uno splendido sinistro che si infilò alla destra del portiere croato Ladić. La partita finì 2-1 per la Francia, che si qualificò per la finale del mondiale contro i campioni in carica del Brasile. Il 12 luglio la Francia, battendo il Brasile, si laureò campione del mondo per la prima volta nella sua storia e Thuram fu insignito del Pallone di bronzo del campionato mondiale come terzo miglior giocatore del torneo, ricevette la Legion d'onore e la nomina di Chevalier (Cavaliere).

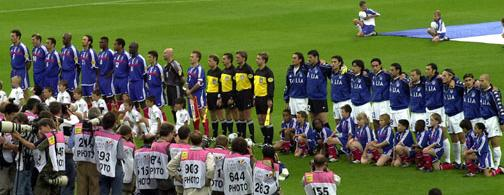
Francia e Italia prima del fischio d'inizio della finale degli Europei 2000 allo stadio Feijenoord di Rotterdam

Nel maggio 2000 fu convocato dal C.T. Lemerre per gli Europei 2000. Nel quarto di finale contro la Spagna atterrò in area Munitis e causò il rigore (fallito dall'attaccante avversario Raúl) che avrebbe potuto dare il pareggio alle Furie Rosse. La Francia arrivò in finale contro l'Italia; dopo essere passati in svantaggio all'inizio del secondo tempo, i francesi trovarono il pareggio al 4' di recupero con il gol Wiltord e raddoppiarono al 103' con il golden gol di Trezeguet che sancì la vittoria dei Blues a quasi due anni esatti dalla conquista del Mondiale casalingo.

#### Mondiali 2002, Confederations Cup 2003 e Euro 2004
Due anni dopo disputò da titolare i deludenti Mondiali 2002, competizione in cui i Blues furono eliminati al primo turno con un bilancio di due sconfitte e un pareggio. Con il nuovo C.T. Santini fu riconfermato titolare al centro della difesa e disputò da protagonista la vittoriosa FIFA Confederations Cup 2003 e gli Europei 2004 in cui i Blues furono eliminati a sorpresa dalla Grecia nei quarti di finale.

#### Il secondo posto ai Mondiali 2006

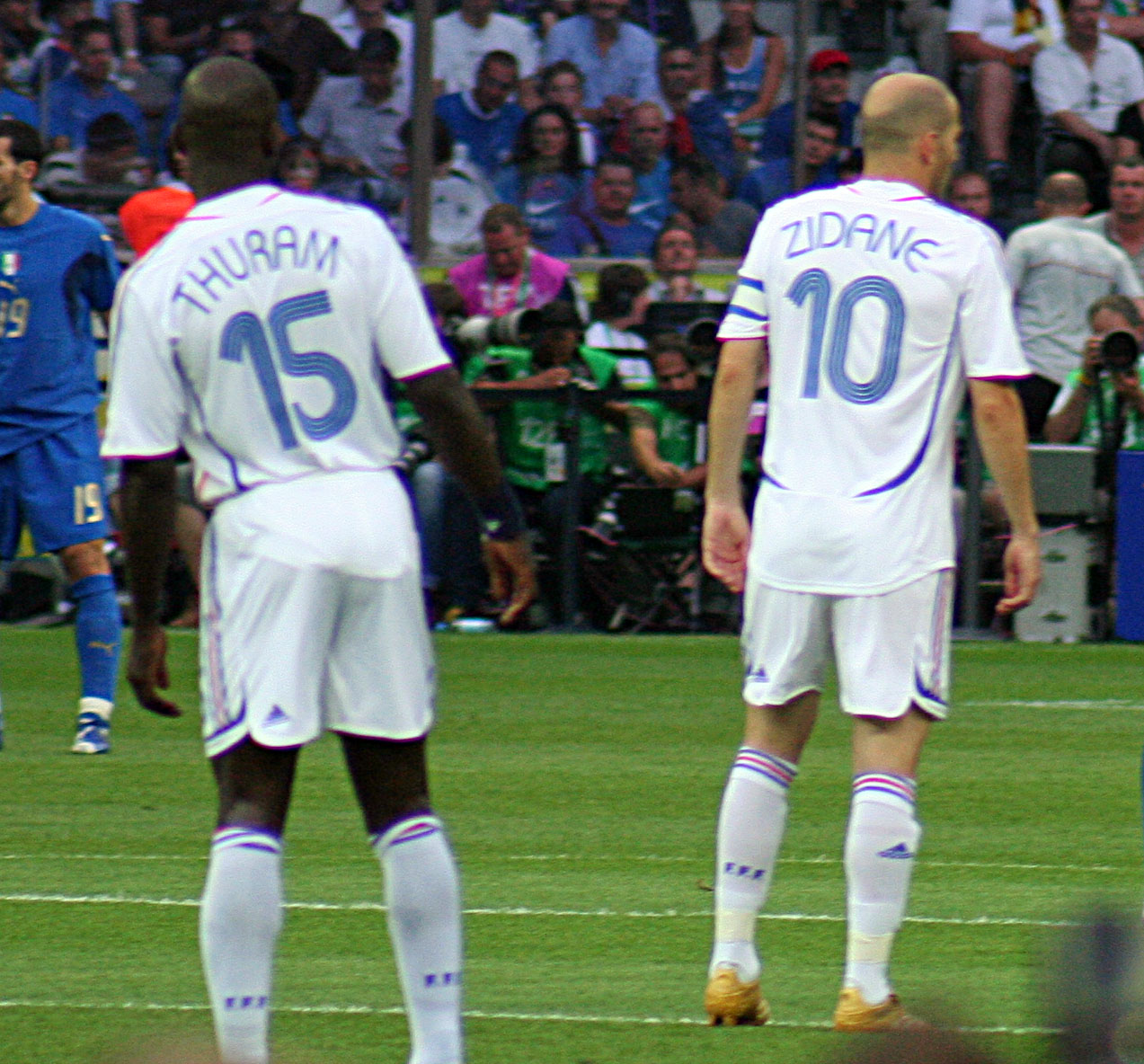
Thuram e Zidane durante la finale del campionato mondiale di calcio 2006 contro l'

Nel luglio 2004, Thuram annunciò il suo ritiro dalla nazionale francese. Tuttavia, dopo le fatiche della Francia alle qualificazioni mondiali, il difensore francese accettò l'invito del CT Domenech e tornò sui suoi passi e il 17 agosto 2005 diede un contributo decisivo per la qualificazione ai Mondiali 2006 in Germania. Alla competizione mondiale, Thuram, al centro della difesa con Gallas, fu il perno dell'intera difesa francese verso la finale. Nella seconda partita della fase a gironi contro la Corea del Sud raggiunse le 116 presenze con la maglia dei Blues, eguagliando il record di presenze raggiunto da Desailly nel 2004. Nella successiva sfida contro il Togo superò definitivamente Desailly e divenne il recordman di presenze della nazionale francese. Negli ottavi di finale contro la Spagna atterrò in area Ibáñez e causò il rigore che, trasformato in maniera impeccabile da Villa, portò in vantaggio gli spagnoli. La Francia riuscì a pareggiare e a ribaltare il risultato nei minuti finali, qualificandosi di fatto ai quarti di finale. Thuram giocò le sfide successive, tra cui la finale persa contro l'Italia ai calci di rigore.

#### Euro 2008 e il ritiro
Due anni più tardi disputò gli Europei 2008; per il difensore francese si trattò del quarto Europeo, primato condiviso con Lothar Matthäus, Peter Schmeichel, Aron Winter, Edwin van der Sar, Alessandro Del Piero, Olof Mellberg, Iker Casillas e Gianluigi Buffon. Nel corso del torneo fu titolare per le prime due partite contro Romania (0-0) e Paesi Bassi (1-4). Nella gara contro i rumeni diventò il primo giocatore presente in 15 partite della fase finale dell'Europeo. Dopo l'ultima partita, persa per 2-0 contro l'Italia il 17 giugno e in cui non fu schierato per scelta tecnica, annunciò il suo ritiro dal calcio internazionale.
Nella sua lunga carriera con la maglia dei Blues disputò 142 incontri (il che lo ha reso per anni il giocatore con il maggior numero di presenze, venendo superato da Hugo Lloris nel 2022) e 2 gol, segnati contro la Croazia nella semifinale del vittorioso Mondiale del '98.

## Impegno politico

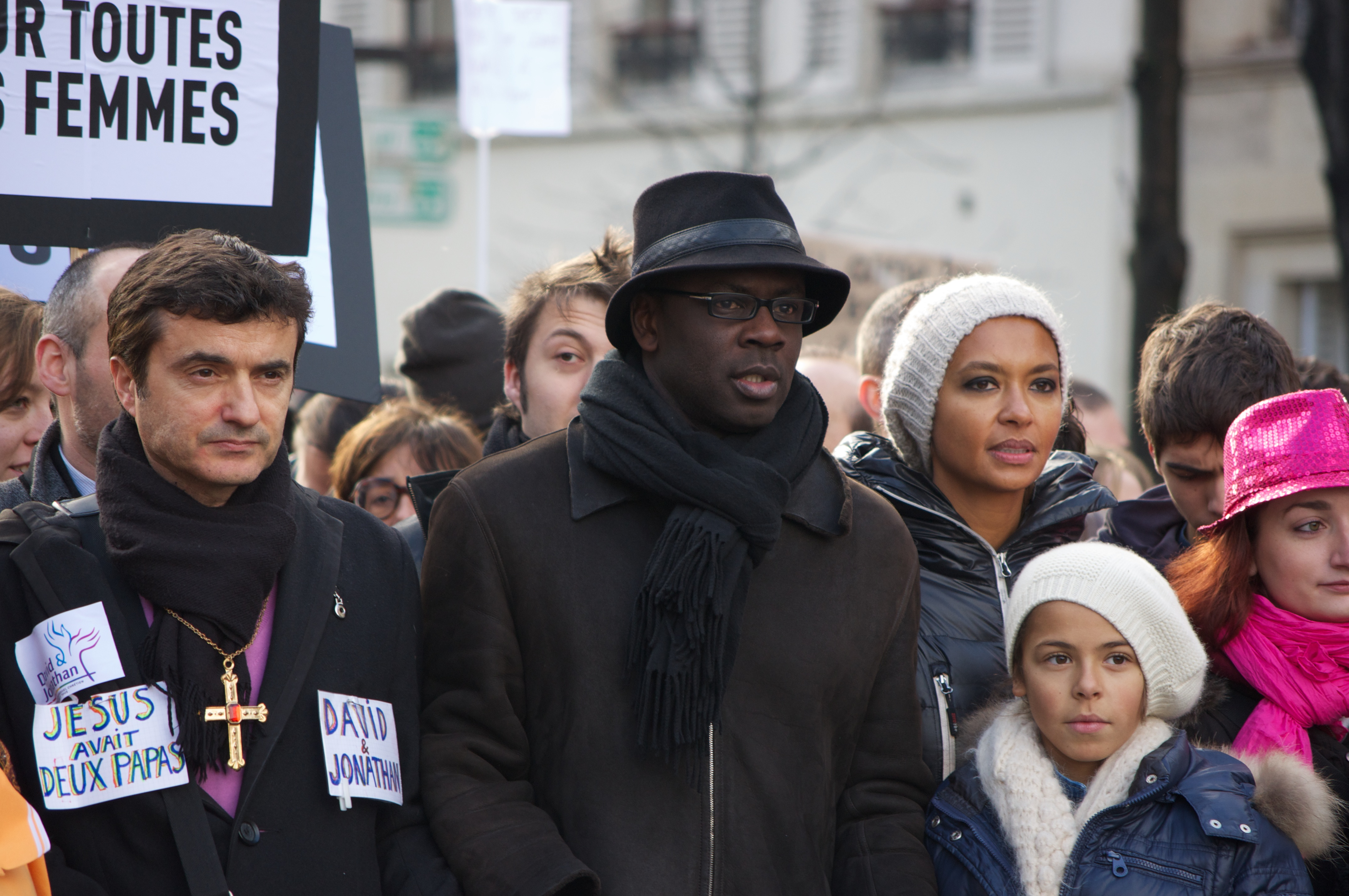
Thuram nel 2013 a Parigi, a una manifestazione a favore del matrimonio tra persone dello stesso sesso.

Nel 1998 rispose per le rime al politico ultra-conservatore Jean-Marie Le Pen, che lamentava la presenza a suo giudizio eccessiva di calciatori di colore nelle file della nazionale francese.
Durante i disordini parigini nel novembre 2005 Thuram ha preso posizione contro Nicolas Sarkozy, capo del partito politico conservatore UMP e futuro presidente della Repubblica francese. Thuram si è opposto agli attacchi contro i giovani dell'allora Ministro.
Il 6 settembre 2006 Thuram suscitò molte polemiche quando invitò 80 persone, espulse dal Ministro degli Interni francese Nicolas Sarkozy da un appartamento in cui vivevano illegalmente, per la partita di calcio tra Francia e Italia.
Lilian Thuram si è inoltre impegnato in campagne in favore della lingua catalana, in particolare nel Rossiglione (Catalogna del Nord), e ha dichiarato di comprendere le ragioni dell'indipendentismo catalano.
Ha preso una posizione pubblica sulle questioni correlate all'eguaglianza, l'immigrazione ed il razzismo ed è stato membro dell'Alto Consiglio di Francia per l'Integrazione. Nel 2008 Thuram ha creato la Fondazione Lilian Thuram per l'educazione contro il razzismo.
Thuram è autore di quattro libri, il più recente dei quali è Il Pensiero Bianco: Come Viene Costruito il Pregiudizio Razziale e Come Superarlo (titolo originale: La pensée blanche), nonché di tre graphic novels.

## Statistiche

### Presenze e reti nei club
| Stagione          | Squadra           | Campionato        | Campionato | Campionato | Coppe nazionali | Coppe nazionali | Coppe nazionali | Coppe continentali | Coppe continentali | Coppe continentali | Altre coppe | Altre coppe | Altre coppe | Totale | Totale |
| Stagione          | Squadra           | Comp              | Pres       | Reti       | Comp            | Pres            | Reti            | Comp               | Pres               | Reti               | Comp        | Pres        | Reti        | Pres   | Reti   |
| ----------------- | ----------------- | ----------------- | ---------- | ---------- | --------------- | --------------- | --------------- | ------------------ | ------------------ | ------------------ | ----------- | ----------- | ----------- | ------ | ------ |
| 1990-1991         | Monaco            | D1                | 1          | 0          | CF              | ?               | ?               | -                  | -                  | -                  | -           | -           | -           | 1+     | 0+     |
| 1991-1992         | Monaco            | D1                | 19         | 0          | CF              | 4               | 0               | CdC                | 4                  | 0                  | -           | -           | -           | 27     | 0      |
| 1992-1993         | Monaco            | D1                | 37         | 0          | CF              | 2               | 0               | CdC                | 4                  | 0                  | -           | -           | -           | 43     | 0      |
| 1993-1994         | Monaco            | D1                | 25         | 1          | CF              | 3               | 1               | UCL                | 8                  | 1                  | -           | -           | -           | 36     | 3      |
| 1994-1995         | Monaco            | D1                | 37         | 2          | CF+CdL          | 2+3             | 0+1             | -                  | -                  | -                  | -           | -           | -           | 42     | 3      |
| 1995-1996         | Monaco            | D1                | 36         | 5          | CF+CdL          | 3+3             | 0               | CU                 | 2                  | 0                  | -           | -           | -           | 44     | 5      |
| Totale Monaco     | Totale Monaco     | Totale Monaco     | 155        | 8          |                 | 20+             | 2+              |                    | 18                 | 1                  |             | -           | -           | 193+   | 11+    |
| 1996-1997         | Parma             | A                 | 34         | 1          | CI              | 1               | 0               | CU                 | 2                  | 0                  | -           | -           | -           | 37     | 1      |
| 1997-1998         | Parma             | A                 | 32         | 0          | CI              | 6               | 0               | UCL                | 8                  | 0                  | -           | -           | -           | 46     | 0      |
| 1998-1999         | Parma             | A                 | 34         | 0          | CI              | 8               | 0               | CU                 | 11                 | 0                  | -           | -           | -           | 53     | 0      |
| 1999-2000         | Parma             | A                 | 33+1       | 0          | CI              | 2               | 0               | UCL+CU             | 2+8                | 0                  | SI          | 1           | 0           | 47     | 0      |
| 2000-2001         | Parma             | A                 | 30         | 0          | CI              | 8               | 0               | CU                 | 7                  | 0                  | -           | -           | -           | 45     | 0      |
| Totale Parma      | Totale Parma      | Totale Parma      | 163+1      | 1+0        |                 | 25              | 0               |                    | 38                 | 0                  |             | 1           | 0           | 228    | 1      |
| 2001-2002         | Juventus          | A                 | 30         | 0          | CI              | 3               | 0               | UCL                | 8                  | 0                  | -           | -           | -           | 41     | 0      |
| 2002-2003         | Juventus          | A                 | 27         | 1          | CI              | 0               | 0               | UCL                | 15                 | 0                  | SI          | 1           | 0           | 43     | 1      |
| 2003-2004         | Juventus          | A                 | 23         | 0          | CI              | 4               | 0               | UCL                | 5                  | 0                  | -           | -           | -           | 32     | 0      |
| 2004-2005         | Juventus          | A                 | 37         | 0          | CI              | 1               | 0               | UCL                | 11                 | 0                  | -           | -           | -           | 49     | 0      |
| 2005-2006         | Juventus          | A                 | 27         | 0          | CI              | 4               | 0               | UCL                | 8                  | 0                  | -           | -           | -           | 39     | 0      |
| Totale Juventus   | Totale Juventus   | Totale Juventus   | 144        | 1          |                 | 12              | 0               |                    | 47                 | 0                  |             | 1           | 0           | 204    | 1      |
| 2006-2007         | Barcellona        | PD                | 23         | 0          | CR              | 2               | 0               | UCL                | 4                  | 0                  | SS          | 1           | 0           | 30     | 0      |
| 2007-2008         | Barcellona        | PD                | 18         | 0          | CR              | 4               | 0               | UCL                | 6                  | 0                  | -           | -           | -           | 28     | 0      |
| Totale Barcellona | Totale Barcellona | Totale Barcellona | 41         | 0          |                 | 6               | 0               |                    | 10                 | 0                  |             | 1           | 0           | 58     | 0      |
| Totale carriera   | Totale carriera   | Totale carriera   | 505        | 10         |                 | 63+             | 2+              |                    | 113                | 1                  |             | 3           | 0           | 684+   | 13+    |

### Cronologia presenze e reti in nazionale
| Cronologia completa delle presenze e delle reti in nazionale ― Francia | Cronologia completa delle presenze e delle reti in nazionale ― Francia | Cronologia completa delle presenze e delle reti in nazionale ― Francia | Cronologia completa delle presenze e delle reti in nazionale ― Francia | Cronologia completa delle presenze e delle reti in nazionale ― Francia | Cronologia completa delle presenze e delle reti in nazionale ― Francia | Cronologia completa delle presenze e delle reti in nazionale ― Francia | Cronologia completa delle presenze e delle reti in nazionale ― Francia |
| Data                                                                   | Città                                                                  | In casa                                                                | Risultato                                                              | Ospiti                                                                 | Competizione                                                           | Reti                                                                   | Note                                                                   |
| ---------------------------------------------------------------------- | ---------------------------------------------------------------------- | ---------------------------------------------------------------------- | ---------------------------------------------------------------------- | ---------------------------------------------------------------------- | ---------------------------------------------------------------------- | ---------------------------------------------------------------------- | ---------------------------------------------------------------------- |
| 17-8-1994                                                              | Bordeaux                                                               | Francia                                                                | 2 – 2                                                                  | Rep. Ceca                                                              | Amichevole                                                             | -                                                                      |                                                                        |
| 18-1-1995                                                              | Utrecht                                                                | Paesi Bassi                                                            | 0 – 1                                                                  | Francia                                                                | Amichevole                                                             | -                                                                      |                                                                        |
| 22-7-1995                                                              | Oslo                                                                   | Norvegia                                                               | 0 – 0                                                                  | Francia                                                                | Amichevole                                                             | -                                                                      |                                                                        |
| 16-8-1995                                                              | Parigi                                                                 | Francia                                                                | 1 – 1                                                                  | Polonia                                                                | Qual. Euro 1996                                                        | -                                                                      |                                                                        |
| 6-9-1995                                                               | Auxerre                                                                | Francia                                                                | 10 – 0                                                                 | Azerbaigian                                                            | Qual. Euro 1996                                                        | -                                                                      |                                                                        |
| 11-10-1995                                                             | Bucarest                                                               | Romania                                                                | 1 – 3                                                                  | Francia                                                                | Qual. Euro 1996                                                        | -                                                                      |                                                                        |
| 21-2-1996                                                              | Nîmes                                                                  | Francia                                                                | 3 – 1                                                                  | Grecia                                                                 | Amichevole                                                             | -                                                                      |                                                                        |
| 27-3-1996                                                              | Bruxelles                                                              | Belgio                                                                 | 0 – 2                                                                  | Francia                                                                | Amichevole                                                             | -                                                                      |                                                                        |
| 29-5-1996                                                              | Strasburgo                                                             | Francia                                                                | 2 – 0                                                                  | Finlandia                                                              | Amichevole                                                             | -                                                                      |                                                                        |
| 1-6-1996                                                               | Stoccarda                                                              | Germania                                                               | 0 – 1                                                                  | Francia                                                                | Amichevole                                                             | -                                                                      |                                                                        |
| 5-6-1996                                                               | Lilla                                                                  | Francia                                                                | 2 – 0                                                                  | Armenia                                                                | Amichevole                                                             | -                                                                      |                                                                        |
| 10-6-1996                                                              | Newcastle upon Tyne                                                    | Francia                                                                | 1 – 0                                                                  | Romania                                                                | Euro 1996 - 1º turno                                                   | -                                                                      |                                                                        |
| 15-6-1996                                                              | Leeds                                                                  | Francia                                                                | 1 – 1                                                                  | Spagna                                                                 | Euro 1996 - 1º turno                                                   | -                                                                      |                                                                        |
| 18-6-1996                                                              | Newcastle upon Tyne                                                    | Francia                                                                | 3 – 1                                                                  | Bulgaria                                                               | Euro 1996 - 1º turno                                                   | -                                                                      |                                                                        |
| 22-6-1996                                                              | Liverpool                                                              | Francia                                                                | 0 – 0 dts (5 – 4 dtr)                                                  | Paesi Bassi                                                            | Euro 1996 - Quarti di finale                                           | -                                                                      |                                                                        |
| 26-6-1996                                                              | Manchester                                                             | Francia                                                                | 0 – 0 dts (5 – 6 dtr)                                                  | Rep. Ceca                                                              | Euro 1996 - Semifinale                                                 | -                                                                      |                                                                        |
| 31-8-1996                                                              | Parigi                                                                 | Francia                                                                | 2 – 0                                                                  | Messico                                                                | Amichevole                                                             | -                                                                      |                                                                        |
| 9-10-1996                                                              | Parigi                                                                 | Francia                                                                | 4 – 0                                                                  | Turchia                                                                | Amichevole                                                             | -                                                                      |                                                                        |
| 9-11-1996                                                              | Copenaghen                                                             | Danimarca                                                              | 1 – 0                                                                  | Francia                                                                | Amichevole                                                             | -                                                                      |                                                                        |
| 22-1-1997                                                              | Braga                                                                  | Portogallo                                                             | 0 – 2                                                                  | Francia                                                                | Amichevole                                                             | -                                                                      |                                                                        |
| 26-2-1997                                                              | Parigi                                                                 | Francia                                                                | 2 – 1                                                                  | Paesi Bassi                                                            | Amichevole                                                             | -                                                                      |                                                                        |
| 2-4-1997                                                               | Parigi                                                                 | Francia                                                                | 1 – 0                                                                  | Svezia                                                                 | Amichevole                                                             | -                                                                      |                                                                        |
| 3-6-1997                                                               | Lione                                                                  | Francia                                                                | 1 – 1                                                                  | Brasile                                                                | Torneo di Francia                                                      | -                                                                      |                                                                        |
| 7-6-1997                                                               | Montpellier                                                            | Francia                                                                | 0 – 1                                                                  | Inghilterra                                                            | Torneo di Francia                                                      | -                                                                      |                                                                        |
| 11-6-1997                                                              | Parigi                                                                 | Francia                                                                | 2 – 2                                                                  | Italia                                                                 | Torneo di Francia                                                      | -                                                                      |                                                                        |
| 11-10-1997                                                             | Lens                                                                   | Francia                                                                | 2 – 1                                                                  | Sudafrica                                                              | Amichevole                                                             | -                                                                      |                                                                        |
| 12-11-1997                                                             | Saint-Étienne                                                          | Francia                                                                | 2 – 1                                                                  | Scozia                                                                 | Amichevole                                                             | -                                                                      |                                                                        |
| 28-1-1998                                                              | Saint-Denis                                                            | Francia                                                                | 1 – 0                                                                  | Spagna                                                                 | Amichevole                                                             | -                                                                      |                                                                        |
| 25-2-1998                                                              | Marsiglia                                                              | Francia                                                                | 3 – 3                                                                  | Norvegia                                                               | Amichevole                                                             | -                                                                      |                                                                        |
| 25-3-1998                                                              | Mosca                                                                  | Russia                                                                 | 1 – 0                                                                  | Francia                                                                | Amichevole                                                             | -                                                                      |                                                                        |
| 22-4-1998                                                              | Solna                                                                  | Svezia                                                                 | 0 – 0                                                                  | Francia                                                                | Amichevole                                                             | -                                                                      |                                                                        |
| 27-5-1998                                                              | Casablanca                                                             | Francia                                                                | 1 – 0                                                                  | Belgio                                                                 | Trofeo di calcio Hassan II 1998                                        | -                                                                      |                                                                        |
| 5-6-1998                                                               | Helsinki                                                               | Finlandia                                                              | 0 – 1                                                                  | Francia                                                                | Amichevole                                                             | -                                                                      |                                                                        |
| 12-6-1998                                                              | Marsiglia                                                              | Francia                                                                | 3 – 0                                                                  | Sudafrica                                                              | Mondiali 1998 - 1º turno                                               | -                                                                      |                                                                        |
| 18-6-1998                                                              | Marsiglia                                                              | Francia                                                                | 4 – 0                                                                  | Arabia Saudita                                                         | Mondiali 1998 - 1º turno                                               | -                                                                      |                                                                        |
| 28-6-1998                                                              | Lens                                                                   | Francia                                                                | 1 – 0 gg                                                               | Paraguay                                                               | Mondiali 1998 - Ottavi di finale                                       | -                                                                      |                                                                        |
| 3-7-1998                                                               | Saint-Denis                                                            | Italia                                                                 | 0 – 0 dts (3 – 4 dtr)                                                  | Francia                                                                | Mondiali 1998 - Quarti di finale                                       | -                                                                      |                                                                        |
| 8-7-1998                                                               | Saint-Denis                                                            | Francia                                                                | 2 – 1                                                                  | Croazia                                                                | Mondiali 1998 - Semifinale                                             | 2                                                                      |                                                                        |
| 12-7-1998                                                              | Saint-Denis                                                            | Brasile                                                                | 0 – 3                                                                  | Francia                                                                | Mondiali 1998 - Finale                                                 | -                                                                      | [ 97 ]                                                                 |
| 19-8-1998                                                              | Vienna                                                                 | Austria                                                                | 2 – 2                                                                  | Francia                                                                | Amichevole                                                             | -                                                                      |                                                                        |
| 5-9-1998                                                               | Reykjavík                                                              | Islanda                                                                | 1 – 1                                                                  | Francia                                                                | Qual. Euro 2000                                                        | -                                                                      |                                                                        |
| 10-10-1998                                                             | Mosca                                                                  | Russia                                                                 | 2 – 3                                                                  | Francia                                                                | Qual. Euro 2000                                                        | -                                                                      |                                                                        |
| 20-1-1999                                                              | Marsiglia                                                              | Francia                                                                | 1 – 0                                                                  | Marocco                                                                | Amichevole                                                             | -                                                                      |                                                                        |
| 10-2-1999                                                              | Londra                                                                 | Inghilterra                                                            | 0 – 2                                                                  | Francia                                                                | Amichevole                                                             | -                                                                      |                                                                        |
| 27-3-1999                                                              | Saint-Denis                                                            | Francia                                                                | 0 – 0                                                                  | Ucraina                                                                | Qual. Euro 2000                                                        | -                                                                      |                                                                        |
| 31-3-1999                                                              | Saint-Denis                                                            | Francia                                                                | 2 – 0                                                                  | Armenia                                                                | Qual. Euro 2000                                                        | -                                                                      |                                                                        |
| 5-6-1999                                                               | Saint-Denis                                                            | Francia                                                                | 2 – 3                                                                  | Russia                                                                 | Qual. Euro 2000                                                        | -                                                                      |                                                                        |
| 18-8-1999                                                              | Belfast                                                                | Irlanda del Nord                                                       | 0 – 1                                                                  | Francia                                                                | Amichevole                                                             | -                                                                      |                                                                        |
| 4-9-1999                                                               | Kiev                                                                   | Ucraina                                                                | 0 – 0                                                                  | Francia                                                                | Qual. Euro 2000                                                        | -                                                                      |                                                                        |
| 8-9-1999                                                               | Erevan                                                                 | Armenia                                                                | 2 – 3                                                                  | Francia                                                                | Qual. Euro 2000                                                        | -                                                                      |                                                                        |
| 9-10-1999                                                              | Saint-Denis                                                            | Francia                                                                | 3 – 2                                                                  | Islanda                                                                | Qual. Euro 2000                                                        | -                                                                      |                                                                        |
| 13-11-1999                                                             | Saint-Denis                                                            | Francia                                                                | 3 – 0                                                                  | Croazia                                                                | Amichevole                                                             | -                                                                      |                                                                        |
| 23-2-2000                                                              | Saint-Denis                                                            | Francia                                                                | 1 – 0                                                                  | Polonia                                                                | Amichevole                                                             | -                                                                      |                                                                        |
| 29-3-2000                                                              | Glasgow                                                                | Scozia                                                                 | 0 – 2                                                                  | Francia                                                                | Amichevole                                                             | -                                                                      |                                                                        |
| 26-4-2000                                                              | Saint-Denis                                                            | Francia                                                                | 3 – 2                                                                  | Slovenia                                                               | Amichevole                                                             | -                                                                      |                                                                        |
| 28-5-2000                                                              | Zagabria                                                               | Croazia                                                                | 0 – 2                                                                  | Francia                                                                | Amichevole                                                             | -                                                                      |                                                                        |
| 4-6-2000                                                               | Casablanca                                                             | Giappone                                                               | 2 – 2 (2 – 4 dtr)                                                      | Francia                                                                | Trofeo di calcio Hassan II 2000 - Semifinale                           | -                                                                      |                                                                        |
| 11-6-2000                                                              | Bruges                                                                 | Francia                                                                | 3 – 0                                                                  | Danimarca                                                              | Euro 2000 - 1º turno                                                   | -                                                                      |                                                                        |
| 16-6-2000                                                              | Bruges                                                                 | Rep. Ceca                                                              | 1 – 2                                                                  | Francia                                                                | Euro 2000 - 1º turno                                                   | -                                                                      |                                                                        |
| 25-6-2000                                                              | Bruges                                                                 | Spagna                                                                 | 1 – 2                                                                  | Francia                                                                | Euro 2000 - Quarti di finale                                           | -                                                                      |                                                                        |
| 28-6-2000                                                              | Bruxelles                                                              | Francia                                                                | 2 – 1 gg                                                               | Portogallo                                                             | Euro 2000 - Semifinale                                                 | -                                                                      |                                                                        |
| 2-7-2000                                                               | Rotterdam                                                              | Francia                                                                | 2 – 1 gg                                                               | Italia                                                                 | Euro 2000 - Finale                                                     | -                                                                      | [ 98 ]                                                                 |
| 2-9-2000                                                               | Saint-Denis                                                            | Francia                                                                | 1 – 1                                                                  | Inghilterra                                                            | Amichevole                                                             | -                                                                      |                                                                        |
| 4-10-2000                                                              | Saint-Denis                                                            | Francia                                                                | 1 – 1                                                                  | Camerun                                                                | Amichevole                                                             | -                                                                      |                                                                        |
| 7-10-2000                                                              | Johannesburg                                                           | Sudafrica                                                              | 0 – 0                                                                  | Francia                                                                | Amichevole                                                             | -                                                                      |                                                                        |
| 15-11-2000                                                             | Istanbul                                                               | Turchia                                                                | 0 – 4                                                                  | Francia                                                                | Amichevole                                                             | -                                                                      |                                                                        |
| 25-4-2001                                                              | Saint-Denis                                                            | Francia                                                                | 4 – 0                                                                  | Portogallo                                                             | Amichevole                                                             | -                                                                      |                                                                        |
| 15-8-2001                                                              | Nantes                                                                 | Francia                                                                | 1 – 0                                                                  | Danimarca                                                              | Amichevole                                                             | -                                                                      |                                                                        |
| 1-9-2001                                                               | Santiago del Cile                                                      | Cile                                                                   | 2 – 1                                                                  | Francia                                                                | Amichevole                                                             | -                                                                      |                                                                        |
| 6-10-2001                                                              | Saint-Denis                                                            | Francia                                                                | 4 – 1                                                                  | Algeria                                                                | Amichevole                                                             | -                                                                      |                                                                        |
| 13-2-2002                                                              | Saint-Denis                                                            | Francia                                                                | 2 – 1                                                                  | Romania                                                                | Amichevole                                                             | -                                                                      |                                                                        |
| 17-4-2002                                                              | Saint-Denis                                                            | Francia                                                                | 0 – 0                                                                  | Russia                                                                 | Amichevole                                                             | -                                                                      |                                                                        |
| 18-5-2002                                                              | Saint-Denis                                                            | Francia                                                                | 1 – 2                                                                  | Belgio                                                                 | Amichevole                                                             | -                                                                      |                                                                        |
| 26-5-2002                                                              | Suwon                                                                  | Corea del Sud                                                          | 2 – 3                                                                  | Francia                                                                | Amichevole                                                             | -                                                                      |                                                                        |
| 31-5-2002                                                              | Seul                                                                   | Senegal                                                                | 1 – 0                                                                  | Francia                                                                | Mondiali 2002 - 1º turno                                               | -                                                                      |                                                                        |
| 6-6-2002                                                               | Pusan                                                                  | Uruguay                                                                | 0 – 0                                                                  | Francia                                                                | Mondiali 2002 - 1º turno                                               | -                                                                      |                                                                        |
| 11-6-2002                                                              | Incheon                                                                | Danimarca                                                              | 2 – 0                                                                  | Francia                                                                | Mondiali 2002 - 1º turno                                               | -                                                                      |                                                                        |
| 21-8-2002                                                              | Rades                                                                  | Tunisia                                                                | 1 – 1                                                                  | Francia                                                                | Amichevole                                                             | -                                                                      |                                                                        |
| 7-9-2002                                                               | Strovolos                                                              | Cipro                                                                  | 1 – 2                                                                  | Francia                                                                | Qual. Euro 2004                                                        | -                                                                      |                                                                        |
| 12-10-2002                                                             | Saint-Denis                                                            | Francia                                                                | 5 – 0                                                                  | Slovenia                                                               | Qual. Euro 2004                                                        | -                                                                      |                                                                        |
| 16-10-2002                                                             | Ta' Qali                                                               | Malta                                                                  | 0 – 4                                                                  | Francia                                                                | Qual. Euro 2004                                                        | -                                                                      |                                                                        |
| 20-11-2002                                                             | Saint-Denis                                                            | Francia                                                                | 3 – 0                                                                  | Jugoslavia                                                             | Amichevole                                                             | -                                                                      |                                                                        |
| 12-2-2003                                                              | Saint-Denis                                                            | Francia                                                                | 0 – 2                                                                  | Rep. Ceca                                                              | Amichevole                                                             | -                                                                      |                                                                        |
| 29-3-2003                                                              | Lens                                                                   | Francia                                                                | 6 – 0                                                                  | Malta                                                                  | Qual. Euro 2004                                                        | -                                                                      |                                                                        |
| 2-4-2003                                                               | Palermo                                                                | Israele                                                                | 1 – 2                                                                  | Francia                                                                | Qual. Euro 2004                                                        | -                                                                      |                                                                        |
| 18-6-2003                                                              | Lione                                                                  | Francia                                                                | 1 – 0                                                                  | Colombia                                                               | Conf. Cup 2003 - 1º turno                                              | -                                                                      |                                                                        |
| 22-6-2003                                                              | Saint-Denis                                                            | Francia                                                                | 5 – 0                                                                  | Nuova Zelanda                                                          | Conf. Cup 2003 - 1º turno                                              | -                                                                      |                                                                        |
| 26-6-2003                                                              | Saint-Denis                                                            | Francia                                                                | 3 – 2                                                                  | Turchia                                                                | Conf. Cup 2003 - Semifinale                                            | -                                                                      |                                                                        |
| 29-6-2003                                                              | Saint-Denis                                                            | Francia                                                                | 1 – 0 dts                                                              | Camerun                                                                | Conf. Cup 2003 - Finale                                                | -                                                                      | [ 99 ]                                                                 |
| 20-8-2003                                                              | Ginevra                                                                | Svizzera                                                               | 0 – 2                                                                  | Francia                                                                | Amichevole                                                             | -                                                                      |                                                                        |
| 6-9-2003                                                               | Saint-Denis                                                            | Francia                                                                | 5 – 0                                                                  | Cipro                                                                  | Qual. Euro 2004                                                        | -                                                                      |                                                                        |
| 10-9-2003                                                              | Lubiana                                                                | Slovenia                                                               | 0 – 2                                                                  | Francia                                                                | Qual. Euro 2004                                                        | -                                                                      |                                                                        |
| 11-10-2003                                                             | Saint-Denis                                                            | Francia                                                                | 3 – 0                                                                  | Israele                                                                | Qual. Euro 2004                                                        | -                                                                      |                                                                        |
| 15-11-2003                                                             | Gelsenkirchen                                                          | Germania                                                               | 0 – 3                                                                  | Francia                                                                | Amichevole                                                             | -                                                                      |                                                                        |
| 18-2-2004                                                              | Bruxelles                                                              | Belgio                                                                 | 0 – 2                                                                  | Francia                                                                | Amichevole                                                             | -                                                                      |                                                                        |
| 31-3-2004                                                              | Rotterdam                                                              | Paesi Bassi                                                            | 0 – 0                                                                  | Francia                                                                | Amichevole                                                             | -                                                                      |                                                                        |
| 20-5-2004                                                              | Saint-Denis                                                            | Francia                                                                | 0 – 0                                                                  | Brasile                                                                | Amichevole                                                             | -                                                                      |                                                                        |
| 28-5-2004                                                              | Montpellier                                                            | Francia                                                                | 4 – 0                                                                  | Andorra                                                                | Amichevole                                                             | -                                                                      |                                                                        |
| 6-6-2004                                                               | Saint-Denis                                                            | Francia                                                                | 1 – 0                                                                  | Ucraina                                                                | Amichevole                                                             | -                                                                      |                                                                        |
| 13-6-2004                                                              | Lisbona                                                                | Francia                                                                | 2 – 1                                                                  | Inghilterra                                                            | Euro 2004 - 1º turno                                                   | -                                                                      |                                                                        |
| 17-6-2004                                                              | Leiria                                                                 | Croazia                                                                | 2 – 2                                                                  | Francia                                                                | Euro 2004 - 1º turno                                                   | -                                                                      |                                                                        |
| 21-6-2004                                                              | Coimbra                                                                | Svizzera                                                               | 1 – 3                                                                  | Francia                                                                | Euro 2004 - 1º turno                                                   | -                                                                      |                                                                        |
| 25-6-2004                                                              | Lisbona                                                                | Francia                                                                | 0 – 1                                                                  | Grecia                                                                 | Euro 2004 - Quarti di finale                                           | -                                                                      |                                                                        |
| 17-8-2005                                                              | Montpellier                                                            | Francia                                                                | 3 – 0                                                                  | Costa d'Avorio                                                         | Amichevole                                                             | -                                                                      |                                                                        |
| 3-9-2005                                                               | Lens                                                                   | Francia                                                                | 3 – 0                                                                  | Fær Øer                                                                | Qual. Mondiali 2006                                                    | -                                                                      |                                                                        |
| 7-9-2005                                                               | Dublino                                                                | Irlanda                                                                | 0 – 1                                                                  | Francia                                                                | Qual. Mondiali 2006                                                    | -                                                                      |                                                                        |
| 8-10-2005                                                              | Berna                                                                  | Svizzera                                                               | 1 – 1                                                                  | Francia                                                                | Qual. Mondiali 2006                                                    | -                                                                      |                                                                        |
| 12-10-2005                                                             | Saint-Denis                                                            | Francia                                                                | 4 – 0                                                                  | Cipro                                                                  | Qual. Mondiali 2006                                                    | -                                                                      |                                                                        |
| 9-11-2005                                                              | Fort-de-France                                                         | Francia                                                                | 3 – 2                                                                  | Costa Rica                                                             | Amichevole                                                             | -                                                                      |                                                                        |
| 12-11-2005                                                             | Saint-Denis                                                            | Francia                                                                | 0 – 0                                                                  | Germania                                                               | Amichevole                                                             | -                                                                      |                                                                        |
| 1-3-2006                                                               | Saint-Denis                                                            | Francia                                                                | 1 – 2                                                                  | Slovacchia                                                             | Amichevole                                                             | -                                                                      |                                                                        |
| 27-5-2006                                                              | Saint-Denis                                                            | Francia                                                                | 1 – 0                                                                  | Messico                                                                | Amichevole                                                             | -                                                                      |                                                                        |
| 31-5-2006                                                              | Lens                                                                   | Francia                                                                | 2 – 0                                                                  | Danimarca                                                              | Amichevole                                                             | -                                                                      |                                                                        |
| 7-6-2006                                                               | Saint-Étienne                                                          | Francia                                                                | 3 – 1                                                                  | Cina                                                                   | Amichevole                                                             | -                                                                      |                                                                        |
| 13-6-2006                                                              | Stoccarda                                                              | Francia                                                                | 0 – 0                                                                  | Svizzera                                                               | Mondiali 2006 - 1º turno                                               | -                                                                      |                                                                        |
| 18-6-2006                                                              | Lipsia                                                                 | Francia                                                                | 1 – 1                                                                  | Corea del Sud                                                          | Mondiali 2006 - 1º turno                                               | -                                                                      |                                                                        |
| 23-6-2006                                                              | Colonia                                                                | Togo                                                                   | 0 – 2                                                                  | Francia                                                                | Mondiali 2006 - 1º turno                                               | -                                                                      |                                                                        |
| 27-6-2006                                                              | Hannover                                                               | Spagna                                                                 | 1 – 3                                                                  | Francia                                                                | Mondiali 2006 - Ottavi di finale                                       | -                                                                      |                                                                        |
| 1-7-2006                                                               | Francoforte sul Meno                                                   | Brasile                                                                | 0 – 1                                                                  | Francia                                                                | Mondiali 2006 - Quarti di finale                                       | -                                                                      |                                                                        |
| 5-7-2006                                                               | Monaco di Baviera                                                      | Portogallo                                                             | 0 – 1                                                                  | Francia                                                                | Mondiali 2006 - Semifinale                                             | -                                                                      |                                                                        |
| 9-7-2006                                                               | Berlino                                                                | Italia                                                                 | 1 – 1 dts (5 – 3 dtr)                                                  | Francia                                                                | Mondiali 2006 - Finale                                                 | -                                                                      | [ 100 ]                                                                |
| 2-9-2006                                                               | Tbilisi                                                                | Georgia                                                                | 0 – 3                                                                  | Francia                                                                | Qual. Euro 2008                                                        | -                                                                      |                                                                        |
| 6-9-2006                                                               | Saint-Denis                                                            | Francia                                                                | 3 – 1                                                                  | Italia                                                                 | Qual. Euro 2008                                                        | -                                                                      |                                                                        |
| 7-10-2006                                                              | Glasgow                                                                | Scozia                                                                 | 1 – 0                                                                  | Francia                                                                | Qual. Euro 2008                                                        | -                                                                      |                                                                        |
| 11-10-2006                                                             | Montbéliard                                                            | Francia                                                                | 5 – 0                                                                  | Fær Øer                                                                | Qual. Euro 2008                                                        | -                                                                      |                                                                        |
| 15-11-2006                                                             | Saint-Denis                                                            | Francia                                                                | 1 – 0                                                                  | Grecia                                                                 | Amichevole                                                             | -                                                                      |                                                                        |
| 24-3-2007                                                              | Kaunas                                                                 | Lituania                                                               | 0 – 1                                                                  | Francia                                                                | Qual. Euro 2008                                                        | -                                                                      | Cap.                                                                   |
| 28-3-2007                                                              | Saint-Denis                                                            | Francia                                                                | 1 – 0                                                                  | Austria                                                                | Amichevole                                                             | -                                                                      | Cap.                                                                   |
| 2-6-2007                                                               | Saint-Denis                                                            | Francia                                                                | 2 – 0                                                                  | Ucraina                                                                | Qual. Euro 2008                                                        | -                                                                      | Cap.                                                                   |
| 6-6-2007                                                               | Auxerre                                                                | Francia                                                                | 1 – 0                                                                  | Georgia                                                                | Qual. Euro 2008                                                        | -                                                                      | Cap.                                                                   |
| 8-9-2007                                                               | Milano                                                                 | Italia                                                                 | 0 – 0                                                                  | Francia                                                                | Qual. Euro 2008                                                        | -                                                                      |                                                                        |
| 12-9-2007                                                              | Parigi                                                                 | Francia                                                                | 0 – 1                                                                  | Scozia                                                                 | Qual. Euro 2008                                                        | -                                                                      |                                                                        |
| 13-10-2007                                                             | Tórshavn                                                               | Fær Øer                                                                | 0 – 6                                                                  | Francia                                                                | Qual. Euro 2008                                                        | -                                                                      | Cap.                                                                   |
| 17-10-2007                                                             | Nantes                                                                 | Francia                                                                | 2 – 0                                                                  | Lituania                                                               | Qual. Euro 2008                                                        | -                                                                      | Cap.                                                                   |
| 16-11-2007                                                             | Saint-Denis                                                            | Francia                                                                | 2 – 2                                                                  | Marocco                                                                | Amichevole                                                             | -                                                                      | Cap.                                                                   |
| 21-11-2007                                                             | Kiev                                                                   | Ucraina                                                                | 2 – 2                                                                  | Francia                                                                | Qual. Euro 2008                                                        | -                                                                      | Cap.                                                                   |
| 6-2-2008                                                               | Malaga                                                                 | Spagna                                                                 | 1 – 0                                                                  | Francia                                                                | Amichevole                                                             | -                                                                      |                                                                        |
| 26-3-2008                                                              | Saint-Denis                                                            | Francia                                                                | 1 – 0                                                                  | Inghilterra                                                            | Amichevole                                                             | -                                                                      | Cap.                                                                   |
| 27-5-2008                                                              | Grenoble                                                               | Francia                                                                | 2 – 0                                                                  | Ecuador                                                                | Amichevole                                                             | -                                                                      | Cap.                                                                   |
| 3-6-2008                                                               | Saint-Denis                                                            | Francia                                                                | 0 – 0                                                                  | Colombia                                                               | Amichevole                                                             | -                                                                      | Cap.                                                                   |
| 9-6-2008                                                               | Zurigo                                                                 | Romania                                                                | 0 – 0                                                                  | Francia                                                                | Euro 2008 - 1º turno                                                   | -                                                                      | Cap.                                                                   |
| 13-6-2008                                                              | Berna                                                                  | Paesi Bassi                                                            | 4 – 1                                                                  | Francia                                                                | Euro 2008 - 1º turno                                                   | -                                                                      | Cap.                                                                   |
| Totale                                                                 |                                                                        | Presenze (2º posto)                                                    | 142                                                                    |                                                                        | Reti                                                                   | 2                                                                      |                                                                        |

### Record

#### Con la nazionale francese
- Record di presenze nei campionati europei (tra qualificazioni e fasi finali) per un giocatore francese: 47[3]
- Primo giocatore presente in 15 partite della fase finale dei campionati europei.[3]

#### Con le squadre di club
- 12º nella classifica dei giocatori con più presenze in Serie A nel Parma e secondo tra i giocatori stranieri dopo Néstor Sensini: 163

## Palmarès

### Club

#### Competizioni nazionali
- Coppa di Francia: 1

Monaco: 1990-1991
- Coppa Italia: 1

Parma: 1998-1999
- Supercoppa italiana: 3

Parma: 1999
Juventus: 2002, 2003
- Campionato italiano: 2

Juventus: 2001-2002, 2002-2003
- Campionato italiano: 1 (revocato)

Juventus: 2004-2005
- Supercoppa di Spagna: 1

Barcellona: 2006

#### Competizioni internazionali
- Coppa UEFA: 1

Parma: 1998-1999

### Nazionale
- Campionato mondiale: 1

Francia 1998
- Campionato d'Europa: 1

Belgio-Paesi Bassi 2000
- Confederations Cup: 1

Francia 2003

### Individuale
- Calciatore francese dell'anno: 1

1997
- Guerin d'oro: 1

1997
- All-Star Team del campionato mondiale: 2

Francia 1998, Germania 2006
- Europei Top 11: 1

Belgio-Paesi Bassi 2000
- Inserito nella FIFA 100 (2004)
- FIFPro World XI: 1

2006
- Candidato al Dream Team del Pallone d'oro (2020)